# 鳩摩羅什
鳩摩羅什（くまらじゅう、梵: Kumārajīva [クマーラジーヴァ]、344年 - 413年、一説に350年 - 409年とも）は、亀茲国（きじこく）（現在の中華人民共和国新疆ウイグル自治区クチャ市）出身の西域僧、後秦の時代に長安に来て約300巻の仏典を漢訳し、仏教普及に貢献した訳経僧である。最初の三蔵法師。のちに玄奘など、多くの三蔵法師が現れたが、鳩摩羅什は玄奘と共に二大訳聖と言われる。また、真諦と不空金剛を含めて四大訳経家とも呼ばれる。三論宗・成実宗の基礎を築く。
漢名の鳩摩羅什（くまらじゅう）はサンスクリット名のクマーラジーヴァの音写である。略称は羅什（らじゅう）または什（じゅう）。

## 略歴

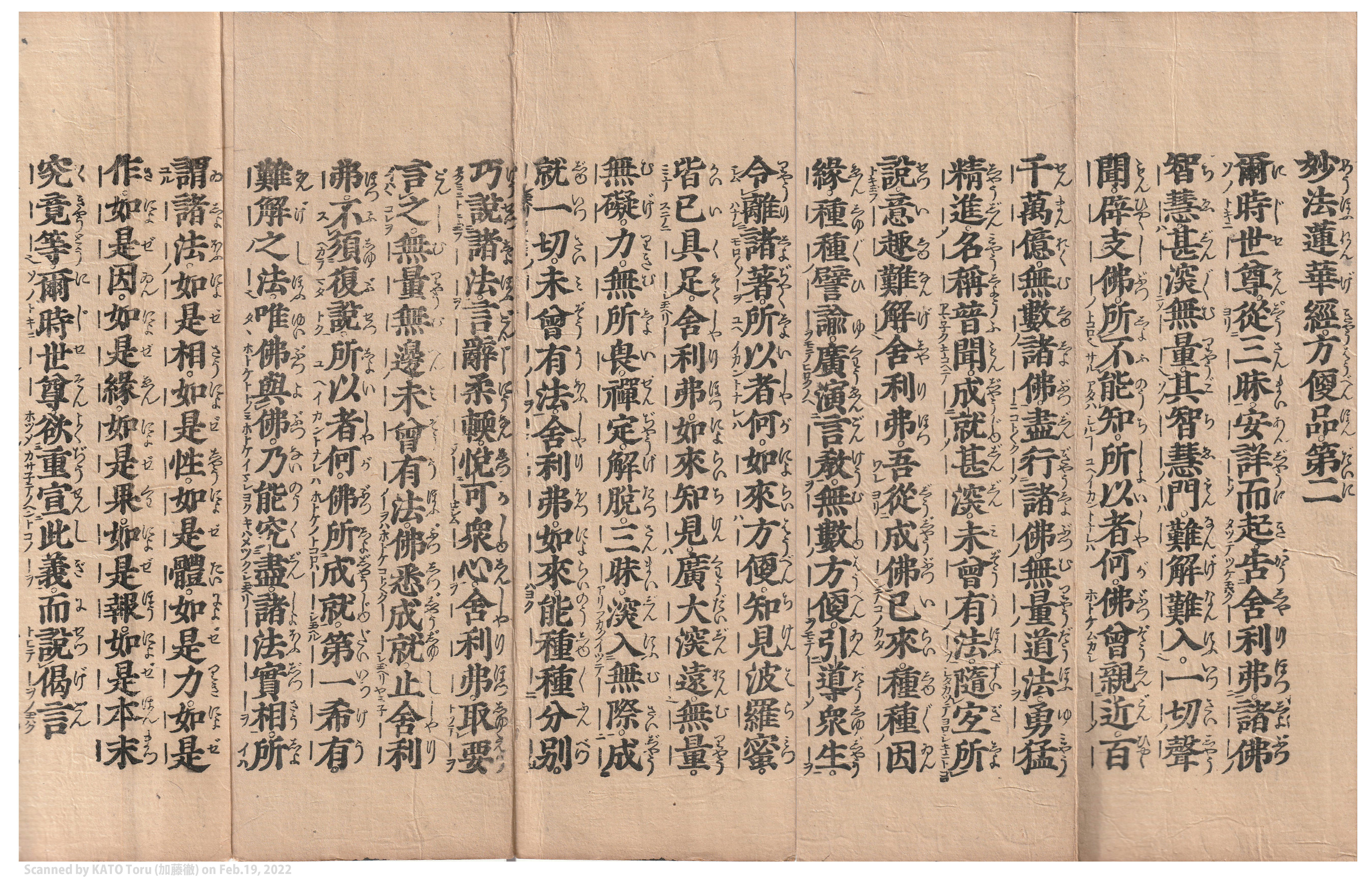
鳩摩羅什訳『妙法蓮華経』。彼の漢訳は長行(仏典の散文の部分)でも四字句を多用したので、リズミカルで流麗である。写真は江戸時代の読誦用の経本で、経文の右側に「真読」(呉音読み)、左側に「訓読」(漢文訓読)を示す「両点本」である。

- 350年 インドの名門貴族出身でカシミール[5]生まれの鳩摩羅炎（クマーラヤーナ[6]）を父に、亀茲国の王族であった耆婆[7]（ジーヴァー[6]）を母として亀茲国に生まれる。
- 356年 母と共に出家。
- 360年代 仏教における学問の中心地であったカシミールに遊学[8]。原始経典や阿毘達磨仏教を学ぶ。カシュガルで12歳にして梵語の『転法輪経』を講じ、五明を学ぶ[8]。
- 369年 卑摩羅叉（びまらしゃ、ヴィマラークシャ）より具足戒を受け、須利耶蘇摩（しゅりやそま、スーリヤソーマ）と出会って大乗に転向。主に中観派の論書を研究。
- 384年 亀茲国を攻略した前秦の呂光の捕虜となるも、軍師的位置にあって度々呂光を助ける。以降18年、後涼を興した呂光・呂纂の下、涼州で生活。
- 401年 後涼を降伏させた後秦の姚興に迎えられて首都常安（長安）に移転。
- 402年 仏典の漢訳に従事。その後、羅什亡き後の跡継ぎを欲する姚興の意向を受け入れ、僧院を出て十人の妓女を娶って妻帯・還俗し、私邸に居住するようになる。
- 409年 逝去。

臨終の直前に「我が所伝（訳した経典）が無謬ならば（間違いが無ければ）焚身ののちに舌焦爛せず」と言ったが、まさに外国の方法にしたがい火葬したところ、薪滅し姿形なくして、ただ舌だけが焼け残ったといわれる（『高僧伝』巻2）。

## 訳出した経典
主なもの。
- 『坐禅三昧経』3巻
- 『仏説阿弥陀経』1巻
- 『摩訶般若波羅蜜経』27巻（30巻）
- 『妙法蓮華経』8巻
- 『維摩経』3巻
- 『大智度論』10巻
- 『中論』4巻

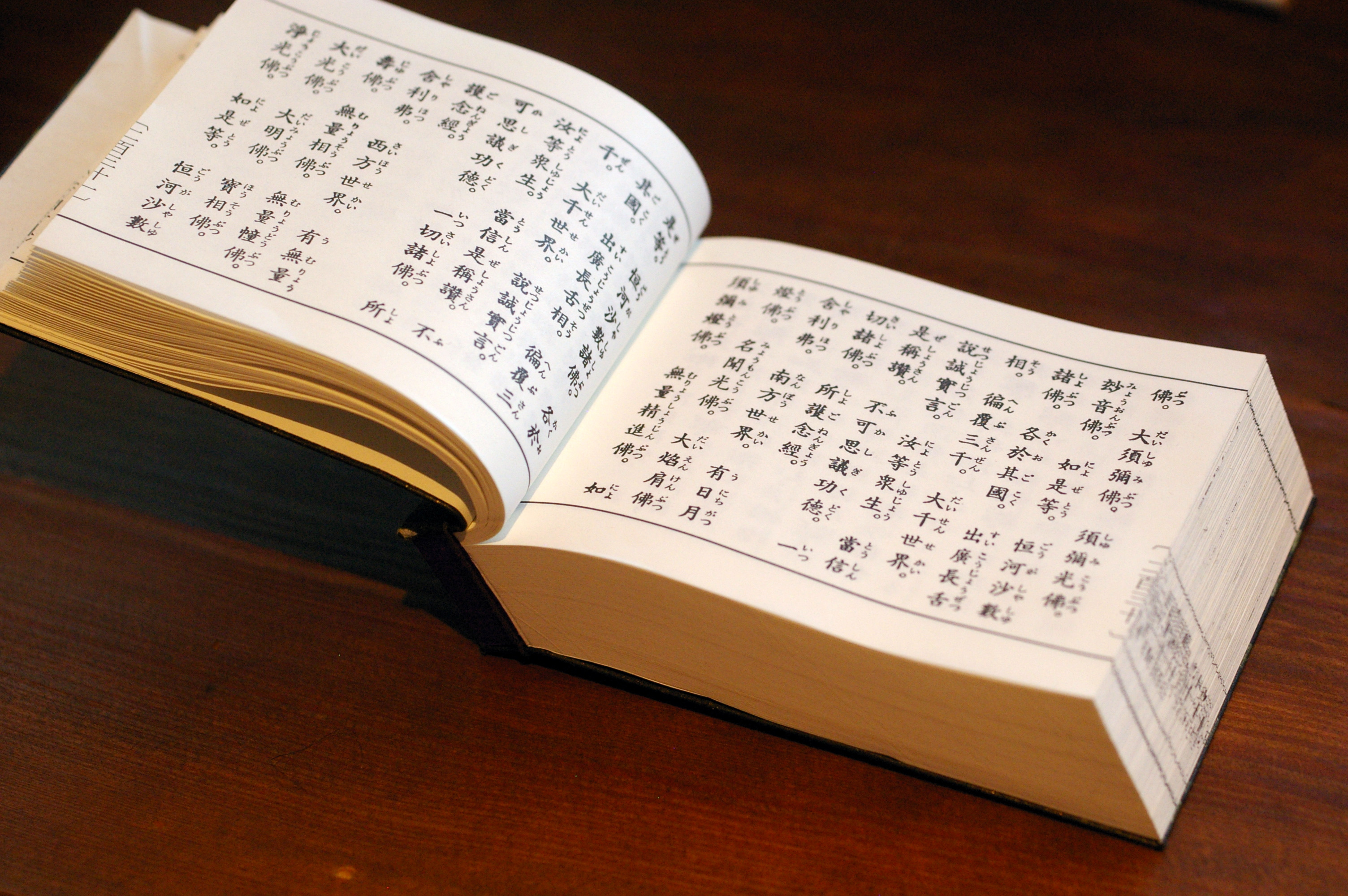
鳩摩羅什訳による仏説阿弥陀経

彼の翻訳が後代の漢字圏に与えた影響は計り知れない。なお、唐の玄奘三蔵による訳経を「新訳」（しんやく）と呼び、鳩摩羅什から新訳までの訳経を「旧訳」（くやく）、それ以前を古訳と呼ぶ。
『妙法蓮華経』は天台宗で学ばれ、そこから鎌倉仏教が生まれたため、日本の宗派の多数を占める鎌倉仏教系の教団では非常に高い扱いを受けている。
ただし羅什訳の特徴は逐語訳というよりは意訳である。また一部に大胆な創作を加えたり意図的に訳語を使い分けた疑いが指摘されている。彼が訳した原本が存在しないため、現存しているサンスクリット写本との差異があったかについても、検証が不可能となっている。

## 著書
- 『大乗大義章』3巻 - 廬山の慧遠との問答集

## 弟子
道生・僧肇・慧観・僧叡の4人を四哲と称す。その他に、道融・曇影・慧厳・道恒・道常などを加えて十哲と称される（なお書により異説あり一致しない）。